# Bärenbach (Neckar)
Der Bärenbach ist ein 21⁄4 km langer Waldbach des Odenwaldes in der Gemarkung des Stadtteils Ziegelhausen der kreisfreien Stadt Heidelberg im nordwestlichen Baden-Württemberg. Nach südlichem Lauf mündet er oberhalb der geschlossenen Bebauung des Dorfs Ziegelhausen von rechts in den unteren Neckar.

## Geographie

### Verlauf
Der Bärenbach entspringt der Bärenbachquelle, einer Waldquelle, die etwa 0,3 km südlich des Münchel-Sattels aufstößt. Er durchzieht ein sich stark einkerbendes Waldtal, in dem immer wieder quellfeuchte Unterhänge ans Ufer grenzen. Von seinem Ursprung an fließt der Bärenbach zunächst südsüdostwärts steil und schnell abwärts über sandigem bis steinigem Sediment und unter oft steilen Ufern. Früh erfährt er Zufluss von zwei weiteren Hangquellen, die jedoch nicht dauerhaft schütten, und durchfließt nach etwa 300 Metern zwischen den ersten beiden Waldwegquerungen einen kleinen, hinter einem Damm angestauten Waldteich.
Nach etwa einem Kilometer knicken Tal und Bach nach Südsüdwesten ab. 300 Meter weiter lichtet sich der Talgrund zu einer schmalen, viertelkilometerlangen Auenlichtung, in der eine Baumgalerie dem Bach folgt. An ihrem Ende quert ein besserer Waldweg den Bach.
In der Folge umfließt der Bach an manchen Stellen in seinem Bett liegende große Sandsteinblöcke. Kurz vor dem Talende speist er einen Fischteich. Dann durchläuft er auf seinen letzten knapp 200 Metern das „Dörfle“, eine an der Stelle einer früheren Schokoladefabrik entstandene isolierte Wohnsiedlung von Ziegelhausen, und kreuzt dabei die L 534 Ziegelhausen–Kleingemünd. Auf 107,8 m ü. NHN fließt er schließlich von rechts etwa 400 Meter unterhalb der Doppelschleuse Neckargemünd und gegenüber dem östlichen Siedlungsteil des Stadtteils Schlierbach von Heidelberg in den Neckar ein.
Der Bärenbach mündet nach 2,3 km langem Lauf mit mittlerem Sohlgefälle von etwa 93 ‰ rund 209 Höhenmeter unterhalb seiner Quelle unterm Münchel.

### Einzugsgebiet
Das in der Stadtteilgemarkung Ziegelhausen von Heidelberg liegende Einzugsgebiet des Bärenbachs ist 2,6 km² groß und umfasst zu etwa 99 % Wald. Es gehört naturräumlich zum Buntsandstein-Odenwald, überwiegend zum Südlicher zertalter Sandsteinodenwald genannten Teil des Unterraums Zentraler Sandsteinodenwald und nur mit einem kleinen mündungsnahen Teil zum Unterraum Odenwald-Neckartal. Die drei höchsten Punkte liegen an der Nordnordwestspitze auf etwa 450 m ü. NHN am Südostabfall der Suhl, nahe dem Nordosteck auf 441,8 m ü. NHN auf dem Ochsenlager und auf 474,9 m ü. NHN am Südosteck auf einem Gipfel zwischen Ochsenlager und Lammerskopf.
Reihum grenzen die Einzugsgebiete folgender Nachbargewässer an:
- Im Norden fließt jenseits des Münchelsattels der Schafbach zur Steinach, einem Zufluss des Neckars oberhalb des Bärenbachs;
- jenseits der östlichen Wasserscheide strebt der Lindenbach zur Steinach;
- im Süden und Südwesten gibt es allenfalls kurze Gerinne zum Neckar unmittelbar ober- bzw. unterhalb der Bärenbach-Mündung;
- im Westen gelangt der Abfluss zur anderen Seite über den Ziegelhäuser Steinbach etwas weiter abwärts in den Neckar.

### Zuflüsse und Seen
Dem Bärenbach fließen keine beständigen Nebenbäche zu, sondern allenfalls zeitweilig wasserführende und überdies kurze Hanggerinne. 
- Durchfließt auf etwa 275 m ü. NHN[LUBW 1] einen hinter einem Damm angestauten Waldteich etwa einen halben Kilometer südlich des Münchels, höchstens 5 Ar.[LUBW 6]
- Durchfließt auf etwa 130 m ü. NHN[LUBW 1] einen Fischteich wenige Schritte vor dem Dörfle, 4 Ar.[LUBW 7]

## Geologie
Der Bärenbach verläuft im Buntsandstein des Odenwaldes. Auf den Höhen um das Tal herum, dem Hahnberg im Westen, der Suhl im Nordnordwesten, einem Teil des Sattels Münchel im Norden, dem Ochsenlager im Nordosten und dem von dort südwärts zum außerhalb liegenden Lammerskopf ziehenden Bergrücken im Osten, liegt Mittlerer Buntsandstein, an den unteren Talhängen streicht Unterer Buntsandstein aus.
Um den Bach liegt von Anfang an pleistozänes bis holozänes Schwemmland. Eine Lösssediment-Insel aus dem Quartär zieht sich vom Abhang des Suhls über den Münchel herab und setzt sich dann am unteren linken Talhang dem obersten Lauf entlang fort.
Eine über den Münchel südwärts ins Einzugsgebiet hereinziehende Störung wird vermutet.
In einer Erosionsrinne an der Talmündung beim Dörfle ist der Ecksche Horizont des Unteren Buntsandsteins aufgeschlossen.

## Geschichte
In früherer Zeit zog eine teils recht steile Steigenstraße von Ziegelhausen den westlichen Bärenbachtalhang hinauf zum Münchel und jenseits hinunter nach Schönau im Steinachtal. Auf der Trasse verläuft heute ein meist nur eingeschotterter, dem öffentlichen Verkehr verschlossener Waldweg des Namens Münchelstraße.

## Schutzgebiete
Fast das gesamte Einzugsgebiet liegt in einem über seine Grenzen hinausreichenden Wasserschutzgebiet der Stadt Heidelberg. Abzüglich nur der geringen Siedlungsfläche an der Bachmündung liegt es auch fast vollständig im Landschaftsschutzgebiet Bergstraße-Mitte sowie zur Gänze im Naturpark Neckartal-Odenwald.

## Tourismus
Auf dem Müchel kreuzen sich zwei von Norden bzw. Nordwesten ins Einzugsgebiet hereinführende Hauptwanderwege des Odenwaldklubs. Der mit blauem waagerechtem Strich markierte HW 13 (Ober-Ramstadt–Wiesenbach) verläuft auf seiner Etappe zwischen Heiligkreuzsteinach und Neckarsteinach ab dem Münchel am mittleren linken Talhang, der mit kopfstehendem grünem T markierte HW 36 (Handschuhsheim–Oberschefflenz) auf seiner Etappe zwischen Langem Kirschbaum und Neckarsteinach weiter oben am linken Talhang.

### LUBW
Amtliche Online-Gewässerkarte mit passendem Ausschnitt und den hier benutzten Layern: Lauf und Einzugsgebiet des Bärenbachs

Allgemeiner Einstieg ohne Voreinstellungen und Layer: Daten- und Kartendienst der Landesanstalt für Umwelt Baden-Württemberg (LUBW) (Hinweise)
1. 1 2 3 4  Höhe nach dem Höhenlinienbild auf dem Hintergrundlayer Topographische Karte.
2. ↑  Länge nach dem Layer Gewässernetz (AWGN).
3. ↑  Einzugsgebiet nach dem Layer Basiseinzugsgebiet (AWGN).
4. ↑  Natur teilweise nach dem Layer Geschützte Biotope.
5. 1 2  Höhe nach grauer Beschriftung auf dem Hintergrundlayer Topographische Karte.
6. ↑  Seefläche anhand der Fläche des Biotops nach oben abgeschätzt. Teichbiotope umfassen gewöhnlich auch Bereiche am Ufer.
7. ↑  Seefläche nach dem Layer Stehende Gewässer.
8. ↑  Geotop nach dem einschlägigen Layer.
9. ↑  Schutzgebiete nach den einschlägigen Layern.

### Andere Belege
1. ↑  Höhe nach blauer Beschriftung auf dem Layer WMS LGL-BW Topographische Freizeitkarte 1:25.000 auf: Geoportal Baden-Württemberg (Hinweise)
2. ↑  Josef Schmithüsen: Geographische Landesaufnahme: Die naturräumlichen Einheiten auf Blatt 161 Karlsruhe. Bundesanstalt für Landeskunde, Bad Godesberg 1952. → Online-Karte (PDF; 5,1 MB)
3. ↑  Geologie nach den Layern zu Geologische Karte 1:50.000 auf: Mapserver des Landesamtes für Geologie, Rohstoffe und Bergbau (LGRB) (Hinweise)